# Tour du Limousin 2010
Il Tour du Limousin 2010, quarantatreesima edizione della corsa (trentaseiesima dall'era professionistica), si svolse dal 17 al 20 agosto 2010 su un percorso di 610 km ripartiti in 4 tappe, con partenza e arrivo a Limoges. Fu vinto dallo svedese Gustav Erik Larsson della Saxo Bank davanti all'olandese Sebastian Langeveld e al francese Nicolas Vogondy.

## Tappe
| Tappa  | Data      | Percorso                                                        | km    | Vincitore di tappa  | Leader cl. generale |
| ------ | --------- | --------------------------------------------------------------- | ----- | ------------------- | ------------------- |
| 1ª     | 17 agosto | Limoges > Boussac                                               | 193,1 | Jérémie Galland     | Jérémie Galland     |
| 2ª     | 18 agosto | Saint-Amand-Montrond > Saint-Amand-Montrond (cron. individuale) | 45,1  | Gustav Erik Larsson | Gustav Erik Larsson |
| 3ª     | 19 agosto | Uzerche > Mansac                                                | 191,5 | Alexandre Botcharov | Gustav Erik Larsson |
| 4ª     | 20 agosto | Ambazac > Limoges                                               | 180,8 | Davide Appollonio   | Gustav Erik Larsson |
| Totale | Totale    | Totale                                                          | 610   |                     |                     |

## Dettagli delle tappe

### 1ª tappa
- 17 agosto: Limoges > Boussac – 193,1 km

| Pos. | Corridore          | Squadra          | Tempo    |
| ---- | ------------------ | ---------------- | -------- |
| 1    | Jérémie Galland    | Saur-Sojasun     | 4h42'49" |
| 2    | José Joaquín Rojas | Caisse d'Epargne | s.t.     |
| 3    | Michael Morkov     | Saxo Bank        | s.t.     |

| Pos. | Corridore          | Squadra          | Tempo    |
| ---- | ------------------ | ---------------- | -------- |
| 1    | Jérémie Galland    | Saur-Sojasun     | 4h42'39" |
| 2    | Stéphane Augé      | Cofidis          | a 1"     |
| 3    | José Joaquín Rojas | Caisse d'Epargne | a 4"     |

### 2ª tappa
- 18 agosto: Saint-Amand-Montrond > Saint-Amand-Montrond (cron. individuale) – 45,1 km

| Pos. | Corridore           | Squadra   | Tempo  |
| ---- | ------------------- | --------- | ------ |
| 1    | Gustav Erik Larsson | Saxo Bank | 53'30" |
| 2    | Sebastian Langeveld | Rabobank  | a 20"  |
| 3    | Nicolas Vogondy     | Bouygues  | a 43"  |

| Pos. | Corridore           | Squadra   | Tempo    |
| ---- | ------------------- | --------- | -------- |
| 1    | Gustav Erik Larsson | Saxo Bank | 5h36'19" |
| 2    | Sebastian Langeveld | Rabobank  | a 20"    |
| 3    | Nicolas Vogondy     | Bouygues  | a 43"    |

### 3ª tappa
- 19 agosto: Uzerche > Mansac – 191,5 km

| Pos. | Corridore           | Squadra     | Tempo    |
| ---- | ------------------- | ----------- | -------- |
| 1    | Alexandre Botcharov | Katusha     | 4h38'04" |
| 2    | Romain Feillu       | Vacansoleil | s.t.     |
| 3    | Julien Loubet       | AG2R        | s.t.     |

| Pos. | Corridore           | Squadra   | Tempo     |
| ---- | ------------------- | --------- | --------- |
| 1    | Gustav Erik Larsson | Saxo Bank | 10h14'29" |
| 2    | Sebastian Langeveld | Rabobank  | a 20"     |
| 3    | Nicolas Vogondy     | Bouygues  | a 43"     |

### 4ª tappa
- 20 agosto: Ambazac > Limoges – 180,8 km

| Pos. | Corridore          | Squadra          | Tempo    |
| ---- | ------------------ | ---------------- | -------- |
| 1    | Davide Appollonio  | Cervélo          | 4h18'00" |
| 2    | José Joaquín Rojas | Caisse d'Epargne | a 2"     |
| 3    | Samuel Dumoulin    | Cofidis          | s.t.     |

| Pos. | Corridore           | Squadra   | Tempo     |
| ---- | ------------------- | --------- | --------- |
| 1    | Gustav Erik Larsson | Saxo Bank | 14h32'31" |
| 2    | Sebastian Langeveld | Rabobank  | a 20"     |
| 3    | Nicolas Vogondy     | Bouygues  | a 43"     |

## Classifiche finali

### Classifica generale
| Pos. | Corridore           | Squadra                       | Tempo     |
| ---- | ------------------- | ----------------------------- | --------- |
| 1    | Gustav Erik Larsson | Team Saxo Bank                | 14h32'31" |
| 2    | Sebastian Langeveld | Rabobank                      | a 20"     |
| 3    | Nicolas Vogondy     | Bouygues Télécom              | a 43"     |
| 4    | Michael Morkov      | Team Saxo Bank                | a 1'30"   |
| 5    | Christophe Moreau   | Caisse d'Epargne              | a 1'31"   |
| 6    | Thomas Lövkvist     | Sky Professional Cycling Team | a 1'44"   |
| 7    | Sylvain Chavanel    | Quick Step                    | a 1'45"   |
| 8    | José Joaquín Rojas  | Caisse d'Epargne              | s.t.      |
| 9    | Dario David Cioni   | Sky Professional Cycling Team | a 1'50"   |
| 10   | Dmitriy Fofonov     | Astana                        | a 2'18"   |